# Gare de Melkouwen
La gare de Melkouwen (en néerlandais : station Melkouwen) est une halte ferroviaire belge de la ligne 16, de Lierre à Aarschot située dans le village de Melkouwen (nl), sur la commune de Berlaar, dans la province d'Anvers en Région flamande.
C'est un point d'arrêt non gardé (PANG) de la Société nationale des chemins de fer belges (SNCB) desservi par des trains Omnibus (L) et d'Heure de pointe (P).

## Service des voyageurs

### Accueil
Halte SNCB, c'est un point d'arrêt non géré (PANG) à accès libre. L'achat des tickets s'effectue un automate de vente. Un parking pour les voitures et les vélos se trouve à proximité.
La traversée des voies s'effectue par le passage à niveau.

### Desserte
Melkouwen est desservie par des trains Omnibus (L) et d'Heure de pointe (P) de la SNCB circulant sur la ligne commerciale 15 : Anvers - Lierre - Mol - Hasselt (voir brochure SNCB de la ligne 15).
En semaine comme les week-ends, la desserte est constituée de trains L reliant Anvers-Central à Louvain, via Aarschot. En semaine, plusieurs trains supplémentaires circulent en heure de pointe : trois trains P de Aarschot à Anvers-Central (le matin) ; un unique train P de Louvain à Anvers-Central via Aarschot (le matin) ; trois trains P d'Anvers-Central à Aarschot (l’après-midi).

## Comptage voyageurs
Le graphique et le tableau montrent le nombre de passagers qui en moyenne embarquent durant la semaine, le samedi et le dimanche.
| Nombre de voyageurs qui embarquent à la gare de Melkouwen | Nombre de voyageurs qui embarquent à la gare de Melkouwen | Nombre de voyageurs qui embarquent à la gare de Melkouwen | Nombre de voyageurs qui embarquent à la gare de Melkouwen |
|                                                           | Semaine                                                   | Samedi                                                    | Dimanche                                                  |
| --------------------------------------------------------- | --------------------------------------------------------- | --------------------------------------------------------- | --------------------------------------------------------- |
| 1977                                                      | 142                                                       | 24                                                        | 14                                                        |
| 1978                                                      | 177                                                       | 26                                                        | 13                                                        |
| 1979                                                      | 151                                                       | 28                                                        | 10                                                        |
| 1980                                                      | 148                                                       | 19                                                        | 16                                                        |
| 1981                                                      | 205                                                       | 38                                                        | 31                                                        |
| 1982                                                      | 191                                                       | 42                                                        | 34                                                        |
| 1983                                                      | 198                                                       | 43                                                        | 40                                                        |
| 1984                                                      | 180                                                       | 23                                                        | 11                                                        |
| 1985                                                      | 144                                                       | 24                                                        | 32                                                        |
| 1986                                                      | 160                                                       | 29                                                        | 17                                                        |
| 1987                                                      | 146                                                       | 36                                                        | 23                                                        |
| 1988                                                      | 169                                                       | 28                                                        | 27                                                        |
| 1989                                                      | 161                                                       | 27                                                        | 31                                                        |
| 1990                                                      | 156                                                       | 24                                                        | 27                                                        |
| 1991                                                      | 126                                                       | 41                                                        | 25                                                        |
| 1992                                                      | 127                                                       | 21                                                        | 16                                                        |
| 1993                                                      | 156                                                       | 37                                                        | 19                                                        |
| 1994                                                      | 125                                                       | 43                                                        | 8                                                         |
| 1995                                                      | 115                                                       | 32                                                        | 25                                                        |
| 1996                                                      | 125                                                       | 17                                                        | 25                                                        |
| 1997                                                      | 136                                                       | 42                                                        | 35                                                        |
| 1998                                                      | 133                                                       | 30                                                        | 14                                                        |
| 1999                                                      | 144                                                       | 40                                                        | 34                                                        |
| 2000                                                      | 133                                                       | 44                                                        | 34                                                        |
| 2001                                                      | 139                                                       | 34                                                        | 37                                                        |
| 2002                                                      | 129                                                       | 40                                                        | 56                                                        |
| 2003                                                      | 113                                                       | 30                                                        | 28                                                        |
| 2004                                                      | 167                                                       | 48                                                        | 40                                                        |
| 2005                                                      | 148                                                       | 58                                                        | 39                                                        |
| 2006                                                      | 166                                                       | 54                                                        | 50                                                        |
| 2007                                                      | 143                                                       | 52                                                        | 67                                                        |
| 2008                                                      | -                                                         | -                                                         | -                                                         |
| 2009                                                      | 186                                                       | 70                                                        | 72                                                        |
| 2010                                                      | -                                                         | -                                                         | -                                                         |
| 2011                                                      | -                                                         | -                                                         | -                                                         |
| 2012                                                      | 236                                                       | 79                                                        | 98                                                        |
| 2013                                                      | 264                                                       | 92                                                        | 120                                                       |
| 2014                                                      | 236                                                       | 59                                                        | 54                                                        |
| 2015                                                      | 217                                                       | 57                                                        | 70                                                        |
| 2016                                                      | 228                                                       | 61                                                        | 89                                                        |
| 2017                                                      | 208                                                       | 65                                                        | 76                                                        |
| 2018                                                      | 235                                                       | 105                                                       | 57                                                        |
| 2019                                                      | 201                                                       | 87                                                        | 71                                                        |
| 2020                                                      | 99                                                        | 56                                                        | 51                                                        |
| 2021                                                      | -                                                         | -                                                         | -                                                         |
| 2022                                                      | 221                                                       | 127                                                       | 169                                                       |
| 2023                                                      | 207                                                       | 90                                                        | 74                                                        |
| 2024                                                      | 195                                                       | 84                                                        | 74                                                        |